# Peter Hofer (Politiker)

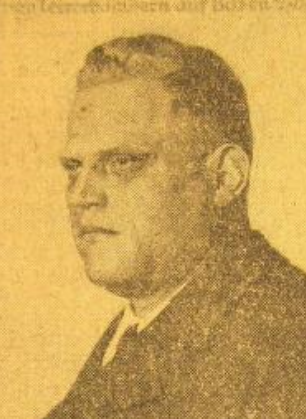
Peter Hofer

Peter Hofer (* 2. Oktober 1905 in St. Michael bei Kastelruth; † 2. Dezember 1943 in Bozen) war in den 1930er und 1940er Jahren ein nationalsozialistischer Politiker und seit 1943 „Volksgruppenführer“ in Südtirol.

## Leben

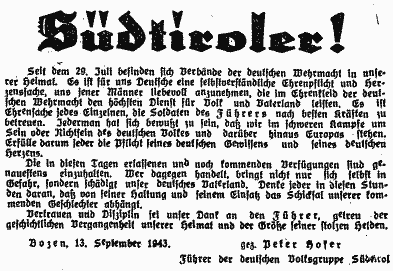
Peter Hofers Aufruf in der ersten Ausgabe des nationalsozialistischen Bozner Tagblatts vom 13. September 1943

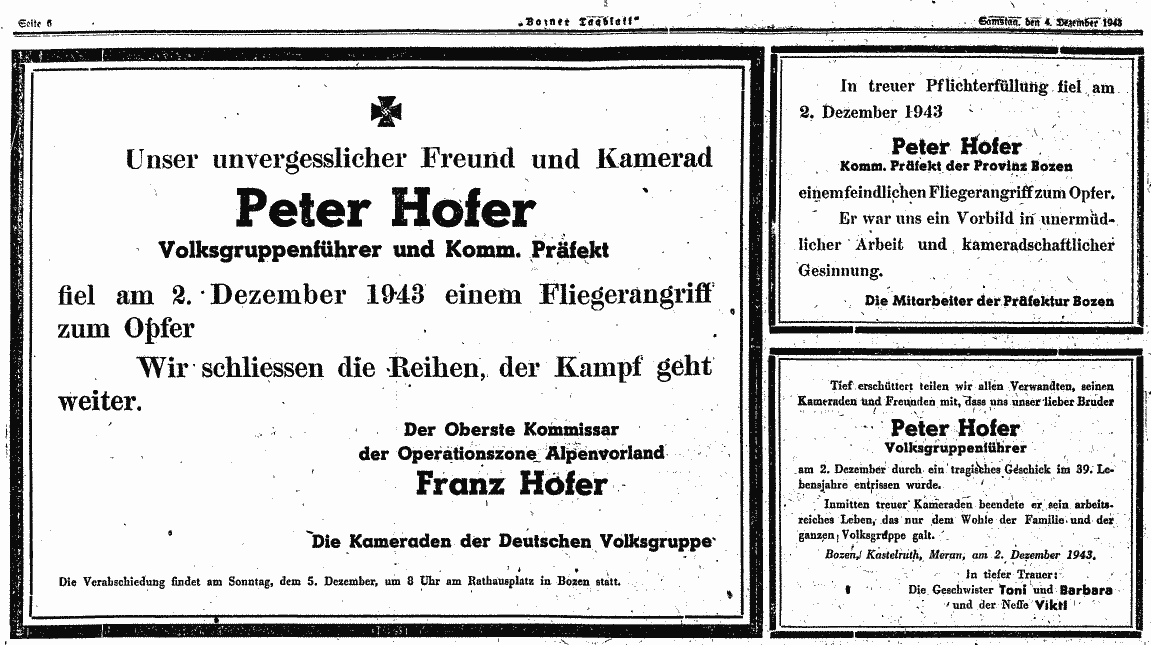
Todesanzeigen für Peter Hofer im Bozner Tagblatt vom 4. Dezember 1943, u. a. von Gauleiter Franz Hofer

Hofer wurde als Sohn der Wirtsleute Anton Hofer und Barbara geb. Told geboren. Nachdem seine Eltern nach Bozen übersiedelt waren, erlernte er das Schneiderhandwerk, das er in der Folge als Meister ausübte.
1933 wurde Hofer Kreisleiter des nationalsozialistisch ausgerichteten VKS Bozen, ab 1935 war er Landesführer. 1940 wurde er geschäftsführender Leiter der AdO, der Organisation der Südtiroler, die ins Deutsche Reich abwandern wollten.
Am 25. August 1940 heiratete er die Bozner Apothekerin Lisl Wagner in St. Konstantin bei Völs.
Nach dem Einmarsch der Deutschen (siehe OZAV) wurde er am 21. September 1943 vom Obersten Kommissar Franz Hofer zum Präfekten der Provinz Bozen ernannt.
Am 2. Dezember 1943 wurden er und seine drei Begleiter Josef Vieider, Luis Bernard und Josef Alfreider durch eine Fliegerbombe bei einer Inspektionsfahrt in der Bozner Weggensteinstraße getötet. Hofers Leichnam wurde zunächst im Bozner Rathaus öffentlich aufgebahrt, wo die offizielle Trauerfeier der NS-Behörden am 5. Dezember 1943 stattfand, sodann nach Kastelruth zur Beerdigung überführt. Am selben Tag wurde sein Nachfolger Karl Tinzl ernannt.